# Temistocle Martines
Temistocle Martines (Messina, novembre 1926 – Messina, 2 giugno 1996) è stato un costituzionalista e giurista italiano.
Studioso di ogni aspetto e problema del diritto costituzionale, è stato tra i massimi esponenti del costituzionalismo italiano. Tra i suoi più illustri allievi: Gaetano Silvestri, Michele Ainis, Antonio Ruggeri, Antonio Saitta, Antonino Spadaro e Luigi D’Andrea.

## Biografia
Temistocle Martines nasce a Messina nel 1926, da Giuseppe (ingegnere) e Concetta Lombardo. La madre era nipote del giurista e parlamentare Ettore Lombardo Pellegrino.

### Carriera accademica
Si laurea in Giurisprudenza all'Università degli Studi di Messina nel 1948, con una tesi in diritto romano. Allievo di Paolo Biscaretti di Ruffìa, che conosce a Catania e che segue a Pavia, si sente intellettualmente vicino a Costantino Mortati, come dichiara nella presentazione della prima edizione del suo manuale di Diritto Costituzionale (1978).
È stato professore ordinario alla facoltà di Giurisprudenza di Messina dal 1963 e all'Università "La Sapienza" di Roma dal novembre 1982, nelle materie diritto costituzionale, contabilità di Stato e diritto pubblico regionale.
Nel 1969 contribuisce alla fondazione della facoltà di Scienze politiche a Messina di cui diventerà preside, succedendo al cognato Lorenzo Campagna, scomparso prematuramente. Dal 1981 al 1982 è stato anche preside della Facoltà di Giurisprudenza di Messina.

### Incarichi
Lavora alla Presidenza del Consiglio dei ministri, con l'incarico di vice segretario nel direttivo dei servizi spettacolo, informazioni e proprietà intellettuale, da settembre 1951 fino a dicembre 1954.
Dirige l'Istituto di studi per le regioni del Consiglio Nazionale delle Ricerche, dal novembre 1983 fino alla sua morte. Dal 1994 al 1996 (anno della sua morte) è presidente dell'Associazione Italiana dei Costituzionalisti.
È stato tra i fondatori dei comitati per la Costituzione, promossi da Giuseppe Dossetti.
È stato per molti anni presidente della sezione messinese di Italia Nostra.

### Parentesi politica
È stato consigliere comunale a Messina come indipendente di sinistra (non fu mai iscritto a un partito), dal maggio 1985 fino al novembre 1987.
In occasione del referendum del 1993 sulla legge elettorale promosso da Mario Segni, si schiera per il mantenimento del sistema proporzionale.

## Riconoscimenti e influenza
In sua memoria, nel 2010, viene istituito un premio dall'Università degli Studi "Magna Graecia" di Catanzaro.
Alla sua memoria è dedicato il Dipartimento di Scienze giuspubblicistiche della Facoltà di Giurisprudenza dell'Università di Messina, oltre ad una piazza nella città di Messina.

## Opere
- Diritto costituzionale, Giuffrè, 1997-2011, ISBN 9788814156526. (a cura di Gaetano Silvestri)
- Codice costituzionale, Laterza, 2002, ISBN 9788842066750. (a cura di Michele Ainis)
- Diritto Parlamentare, Giuffrè, 2005, ISBN 8814114269. (a cura di Gaetano Silvestri, Carmela Decaro, Vincenzo Lippolis e di Renato Moretti)
- Diritto pubblico, Giuffrè, 2009, ISBN 9788814146404.
- Lineamenti di diritto regionale, Giuffrè, 2012, ISBN 9788814173776. (scritto insieme a Antonio Ruggeri e Carmela Salazar)

Le sue opere sono raccolte in quattro volumi:
- Opere vol.1, Giuffrè, 2000, ISBN 9788814081491.
- Opere vol.2, Giuffrè, 2000, ISBN 9788814084690.
- Opere vol.3, Giuffrè, 2000, ISBN 9788814084706.
- Opere vol.4, Giuffrè, 2000, ISBN 9788814084713.